# Stare Żabno

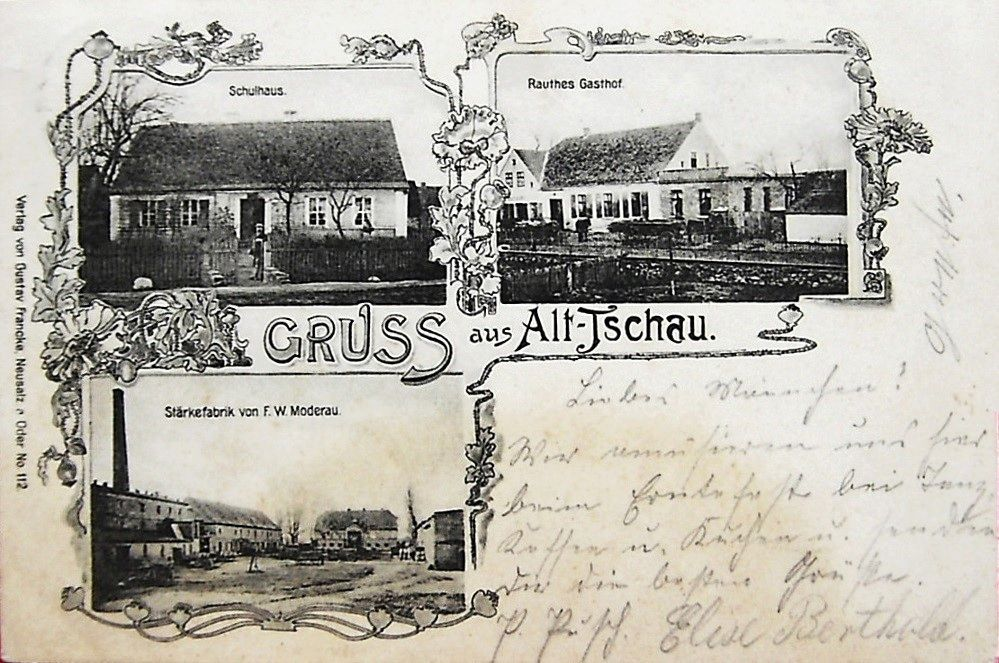
Alte Postkarte von Alt Tschau um 1900

Stare Żabno (deutsch Alt Tschau, 1937–1945 Trockenau) ist eine ehemalige Gemeinde in der Woiwodschaft Lebus in Polen. Sie gehört zu Nowa Sól, der Kreisstadt des Powiat Nowosolski.

## Geschichte
Die Gegend um Stare Żabno ist bereits seit der Steinzeit besiedelt. Aus der Zeit um 8000 bis 6000 vor Christus wurden Steinwerkzeuge im Gemeindegebiet gefunden. Dies sind auch die ältesten Zeugnisse menschlicher Besiedlung in der Gegend um Nowa Sól. Funde bestätigen auch eine Besiedlung während der Lausitzer Kultur. Aus der Zeit fand man Reste einer Feuerbestattung.
„Sczhabna Antiqua“ wurde erstmals 1295 erwähnt. Der Name zeigt, dass der Ort schon vor der Deutschen Ostsiedlung bestand. Er lag wahrscheinlich an einer alten Handelsstraße zwischen Krosno und Glogau. Wie fast überall änderte sich die Herrschaft im Laufe der Zeit mehrmals. Begütert waren unter anderem die von Kottwitz (belegt vor 1518), von Promnitz (nach 1518), von Landkron (ca. 1699), von Lüttwitz (ca. 1730) und von Nassau.
1791 wurde der Ort auf drei Herrschaften verteilt. Die Familie von Siegroth erhielt einen Teil mit einem Gasthaus, zwei Bauernhöfen und weiteren Gebäuden mit insgesamt 116 Einwohnern. 1786 wurde auf ihrem Gebiet eine evangelische Schule eröffnet. Auf dem Gebiet der von Lüttwitz wohnten 137 Einwohner. Der größte Teil des Ortes mit den meisten Gebäuden gehörte den von Dingelstädt. Zu den insgesamt 75 Gebäuden mit 137 Einwohnern gehörten auch zwei seit dem 16. Jahrhundert erwähnte Mühlen (eine Wind- und eine Wassermühle). Um 1850 bestand die Teilung immer noch mit anderen Lehnsherren. In den drei Herrschaften wohnten zusammen 650 Einwohner. Friedrich Wilhelm von Schönknecht hatte im Ort ein heute nicht mehr erhaltenes Schloss gebaut. Die evangelische Schule bestand weiterhin und es gab im Ort ein Zollhaus.

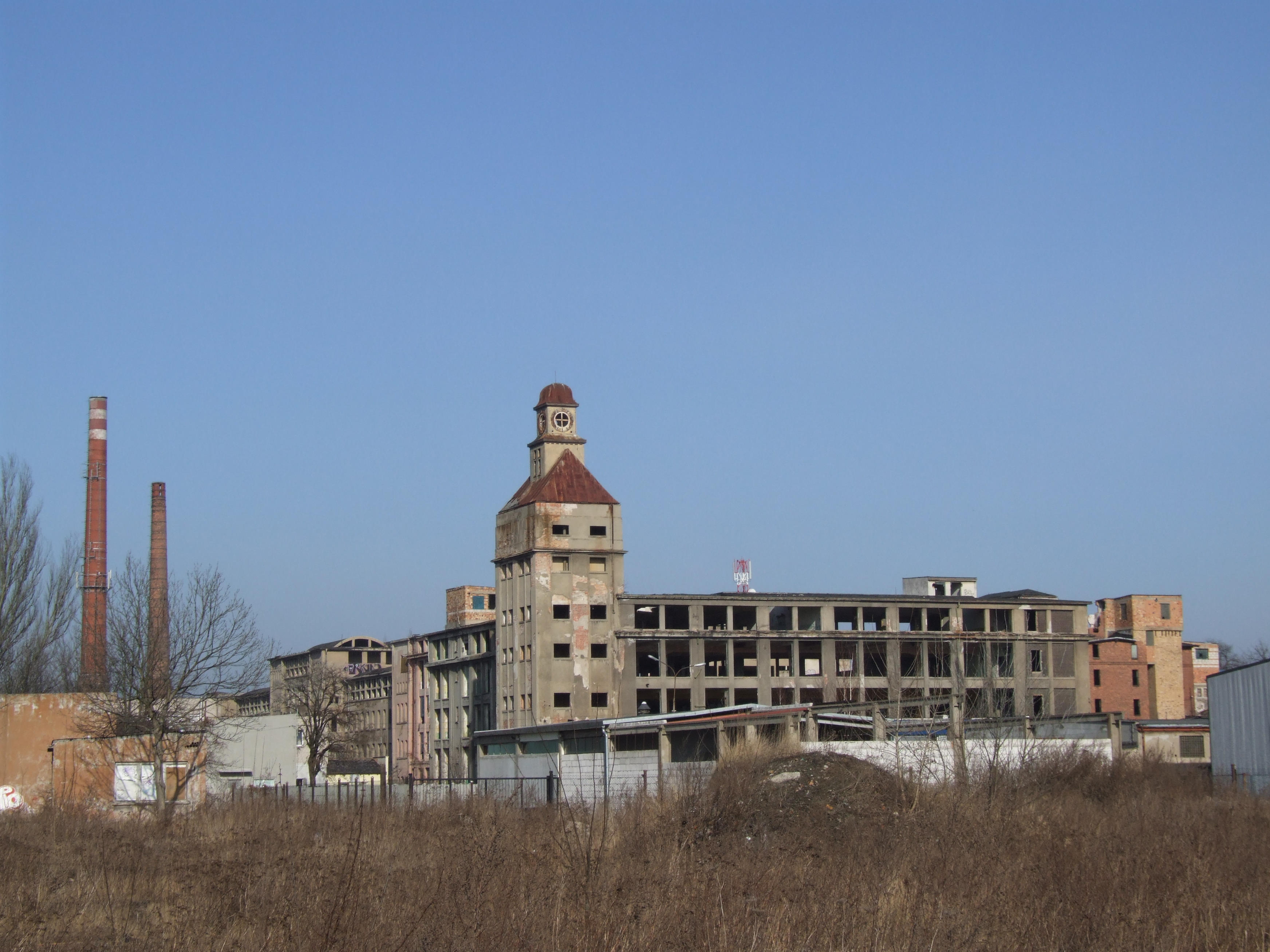
Fabrikgebäude der Textilwerke J. D. Gruschwitz & Söhne oHG

In der zweiten Hälfte des 19. Jahrhunderts wurde eine Freiwillige Feuerwehr gegründet und der Ort wuchs mit dem benachbarten Neusalz an der Oder zusammen, insbesondere durch den Bau von Arbeiterwohnungen der Textilwerke J. D. Gruschwitz & Söhne oHG. Zu Beginn des 20. Jahrhunderts wurde ein Gasthaus mit großem Tanzsaal, der auch für Filmvorführungen genutzt wurde, gebaut. 1905 hatte der Ort 2013 Einwohner.
1908 gehörten zum Amtsbezirk Alt Tschau neben dem gleichnamigen Hauptort die Orte Költsch, Neu Tschau, Mittel Alt Tschau und Ober Alt Tschau. 1937 wurde Alt Tschau in Trockenau umbenannt.
Als Folge des Zweiten Weltkriegs fiel Trockenau mit dem größten Teil Schlesiens an Polen und wurde zunächst Stary Cien umbenannt. Nachfolgend wurde die einheimische deutsche Bevölkerung, soweit sie nicht vorher geflohen war, weitgehend vertrieben. Die neu angesiedelten Bewohner waren teilweise Zwangsumgesiedelte aus Ostpolen, das an die Sowjetunion gefallen war.
1946 wurde Stary Cien in Stare Żabno umbenannt. 1961 wurde es nach Nowa Sól eingemeindet und hörte auf, als Verwaltungseinheit zu existieren.

## Einwohnerentwicklung
- 1791: 386[1]
- um 1850: 650[1]
- 1903: 2013[1]
- 1933: 1745[3]
- 1939: 1686[3]